# ويستون فولتون
ويستون فولتون (بالإنجليزية: Weston Fulton)‏ هو عالم أرصاد وشخصية أعمال أمريكي، ولد في 3 أغسطس 1871 في مقاطعة هيل في الولايات المتحدة، وتوفي في 16 مايو 1946 في نوكسفيل في الولايات المتحدة.